# Championnats d'Europe de tir à l'arc 2018
Navigation
Édition précédente Édition suivante
Les Championnats d'Europe de tir à l'arc 2018 sont une compétition sportive de tir à l'arc qui ont lieu du 28 août au 1er septembre en 2018 à Legnica, en Pologne. Il s'agit de la 25e édition des Championnats d'Europe de tir à l'arc.

## Participants
| - Allemagne (12) - Arménie (3) - Autriche (9) - Azerbaïdjan (5) - Belgique (10) - Biélorussie (8) - Bulgarie (2) - Chypre (12) - Croatie (6) - Danemark (9) - Espagne (12) | - Estonie (12) - Finlande (9) - France (10) - Géorgie (6) - Grèce (8) - Hongrie (1) - Îles Féroé (3) - Irlande (8) - Islande (10) - Israël (1) - Italie (12) | - Lettonie (8) - Liechtenstein (1) - Lituanie (6) - Luxembourg (6) - Moldavie (4) - Norvège (6) - Pays-Bas (12) - Pologne (12) - Portugal (6) - Tchéquie (9) - Roumanie (8) | - Royaume-Uni (12) - Russie (12) - Saint-Marin (2) - Serbie (3) - Slovaquie (9) - Slovénie (7) - Suède (10) - Suisse (6) - Turquie (12) - Ukraine (12) |

## Résultats[2]

### Classique
| Épreuves          | Or                                                       | Argent                                                | Bronze                                              |
| ----------------- | -------------------------------------------------------- | ----------------------------------------------------- | --------------------------------------------------- |
| Individuel hommes | Steve Wijler Pays-Bas                                    | Dan Olaru Moldavie                                    | Jean-Charles Valladont France                       |
| Individuel femmes | Yasemin Anagöz Turquie                                   | Maja Jager Danemark                                   | Gulnaz Coskun Turquie                               |
| Par équipe hommes | Russie Arsalan Baldanov Galsan Bazarzhapov Vitalii Popov | Italie Marco Galiazzo Mauro Nespoli David Pasqualucci | Luxembourg Jeff Henckels Joe Klein Pit Klein        |
| Par équipe femmes | Turquie Aybuke Aktuna Yasemin Anagöz Gulnaz Coskun       | Italie Tatiana Andreoli Lucilla Boari Vanessa Landi   | Allemagne Michelle Kroppen Elena Richter Lisa Unruh |
| Par équipe mixte  | Italie Mauro Nespoli Vanessa Landi                       | France Thomas Chirault Mélanie Gaubil                 | Russie Arsalan Baldanov Inna Stepanova              |

### À poulie
| Épreuves          | Or                                                        | Argent                                                              | Bronze                                                       |
| ----------------- | --------------------------------------------------------- | ------------------------------------------------------------------- | ------------------------------------------------------------ |
| Individuel hommes | Anton Bulaev Russie                                       | Sergio Pagni Italie                                                 | Federico Pagnoni Italie                                      |
| Individuel femmes | Andrea Marcos Espagne                                     | Yesim Bostan Turquie                                                | Tanja Jensen Danemark                                        |
| Par équipe hommes | Royaume-Uni Neil Bridgewater James Mason Adam Ravenscroft | France Jean-Philippe Boulch Pierre-Julien Deloche Sébastien Peineau | Croatie Domagoj Buden Ivan Markes Mario Vavro                |
| Par équipe femmes | Turquie Yesim Bostan Gizem Elmaagacli Ayse Bera Suzer     | Italie Anastasia Anastasio Irene Franchini Marcella Tonioli         | Allemagne Kristina Heigenhauser Janine Meissner Velia Schall |
| Par équipe mixte  | France Jean-Philippe Boulch Sophie Dodemont               | Pays-Bas Mike Schloesser Jody Vermeulen                             | Croatie Domagoj Buden Amanda Mlinaric                        |

### Tableau des médailles
- Pays organisateur (Pologne)

| Rang  | Nation      | Or | Argent | Bronze | Total |
| ----- | ----------- | -- | ------ | ------ | ----- |
| 1     | Turquie     | 3  | 1      | 1      | 5     |
| 2     | Russie      | 2  | 0      | 1      | 3     |
| 3     | Italie      | 1  | 4      | 1      | 6     |
| 4     | France      | 1  | 2      | 1      | 4     |
| 5     | Pays-Bas    | 1  | 1      | 0      | 2     |
| 6     | Espagne     | 1  | 0      | 0      | 1     |
| -     | Royaume-Uni | 1  | 0      | 0      | 1     |
| 8     | Danemark    | 0  | 1      | 1      | 2     |
| 9     | Moldavie    | 0  | 1      | 0      | 1     |
| 10    | Allemagne   | 0  | 0      | 2      | 2     |
| -     | Croatie     | 0  | 0      | 2      | 2     |
| 12    | Luxembourg  | 0  | 0      | 1      | 1     |
| Total | Total       | 10 | 10     | 10     | 30    |